# Nigerzaur
Nigerzaur (Nigersaurus, „jaszczur z Nigru”) – rodzaj dinozaura z rodziny rebbachizaurów, zauropoda żyjącego w środku okresu kredowego, około 115–105 milionów lat temu. Odkryto go w formacji Elrhaz na obszarze zwanym Gadoufaoua, leżącym w Nigrze. Skamieniałości tego zwierzęcia zostały opisane po raz pierwszy w 1976, nazwano je jednak dopiero w 1999 po znalezieniu i opisaniu kolejnych, bardziej kompletnych szczątków. Rodzaj obejmuje pojedynczy gatunek N. taqueti. Epitet gatunkowy honoruje francuskiego paleontologa Philippe Taqueta, który odkrył pierwsze jego skamieniałości.
Nigerzaur mierzył 9 m długości, a więc stosunkowo mało jak na zauropoda. Cechował się też krótką szyją. Ważył około 4 tony, mniej więcej tyle, co współczesny słoń. Szkielet wykazuje dużą pneumatyzację kości, wypełnionych workami powietrznymi, kończyny były jednak solidnie zbudowane. Miał czaszkę wysoce wyspecjalizowaną pod kątem pobierania pokarmu, obejmowała liczne otwory i cienkie kości. Szeroki pysk zawierał ponad 500 zębów, zastępowanych w szybkim tempie: co około 14 dni. Szczękę i żuchwę mogła pokrywać keratynowa osłonka. W przeciwieństwie do innych czworonogów miał szczękę i żuchwę szersze od reszty czaszki, a zęby leżały daleko od przedniej części pyska.
Najbliżsi krewni nigerzaura tworzą podrodzinę Nigersaurinae, wchodzącą w skład rodziny rebbachizaurów. Ta z kolei należy do nadrodziny diplodokokształtnych w grupie zauropodów. Nigerzaur pasł się, prawdopodobnie trzymając głowę blisko podłoża. Obszar mózgu odpowiedzialny za zmysł węchu był bardzo słabo rozwinięty, choć wielkością mózgu nigerzaur nie wyróżniał się wśród dinozaurów. Kwestia, czy trzymał głowę nisko przy ziemi, czy też horyzontalnie, jak inne zauropody, stała się przedmiotem dyskusji. Zamieszkiwał środowiska nadbrzeżne. Dieta prawdopodobnie składała się z niezdrewniałych roślin, jak paprotniki, skrzypy i okrytonasienne. Jego skamieniałości należą do najczęstszych skamielin kręgowców w miejscu ich znalezienia. Dzielił siedlisko z innymi dużymi dinozaurami roślinożernymi, jak też wielkimi teropodami i krokodylomorfami.

## Budowa

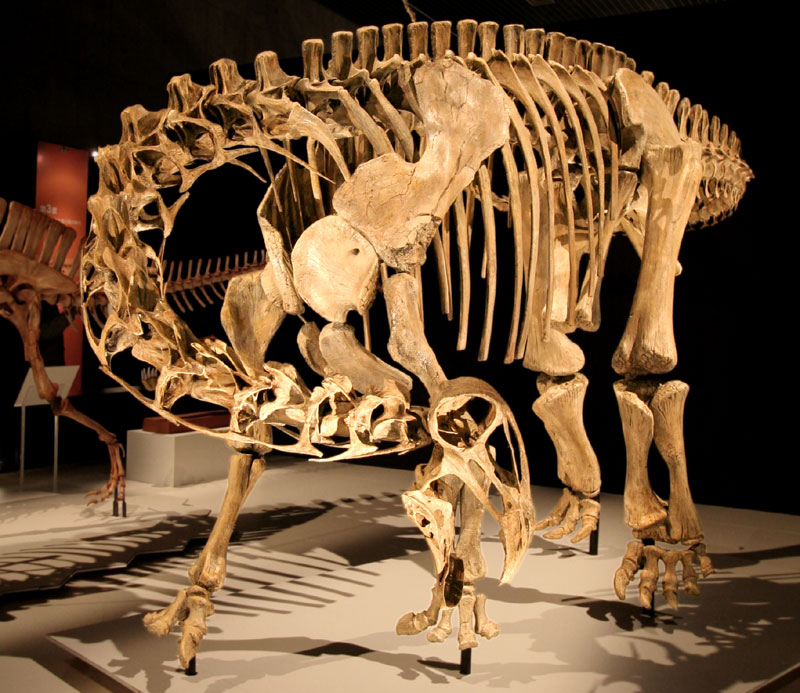
Zmontowany odlew szkieletu z Japonii

Jak wszystkie zauropody, nigerzaur był dużym zwierzęciem poruszającym się na czterech kończynach. Miał małą głowę, grube tylne kończyny i wydatny ogon. Wśród przedstawicieli wymienionego kladu wyróżniał się jednak mniejszymi rozmiarami. Długość ciała wynosiła tylko 9 m. Kość udowa miała tylko 1 m długości. Nigersaurus mógł ważyć około 4 tony, mniej więcej tyle, co współczesny słoń. Cechował się też krótką jak na zauropoda szyją, której szkielet tworzyło 13 kręgów szyjnych. Prawie wszystkie rebbachizaury miały względnie krótkie szyje i osiągały do 10 m długości. Jedyny członek tej rodziny, który dorównywał wielkością pokaźniejszym zauropodom, to rebbachizaur.
Kręgi przedkrzyżowe cechowały się znaczną pneumatyzacją, posuniętą do tego stopnia, że kręgosłup zdaje się wydrążoną strukturą podzieloną cienką, położoną pośrodkowo przegrodą. Kości zawierały niewielką ilość istoty gąbczastej, co czyniło trzony kręgów w zasadzie cienkimi płytkami kości wypełnionymi przestrzeniami powietrznymi. Łuk kręgu mierzył jedynie 2 mm w przekroju płytek. Kręgi ogonowe wyróżniały się solidnymi trzonami. Kości budujące obręcz miedniczną i obręcz barkową były niezwykle cienkie, często grubości kilku milimetrów. Jak inne zauropody, nigerzaur miał dobrze zbudowane kończyny, co kontrastowało z ekstremalnie lekką budową reszty szkieletu. W przeciwieństwie do niej kończyny nie uległy takiej specjalizacji. Przednie łapy nigerzaura osiągały około ⅔ długości tylnych, jak u większości diplodokokształtnych.

### Czaszka

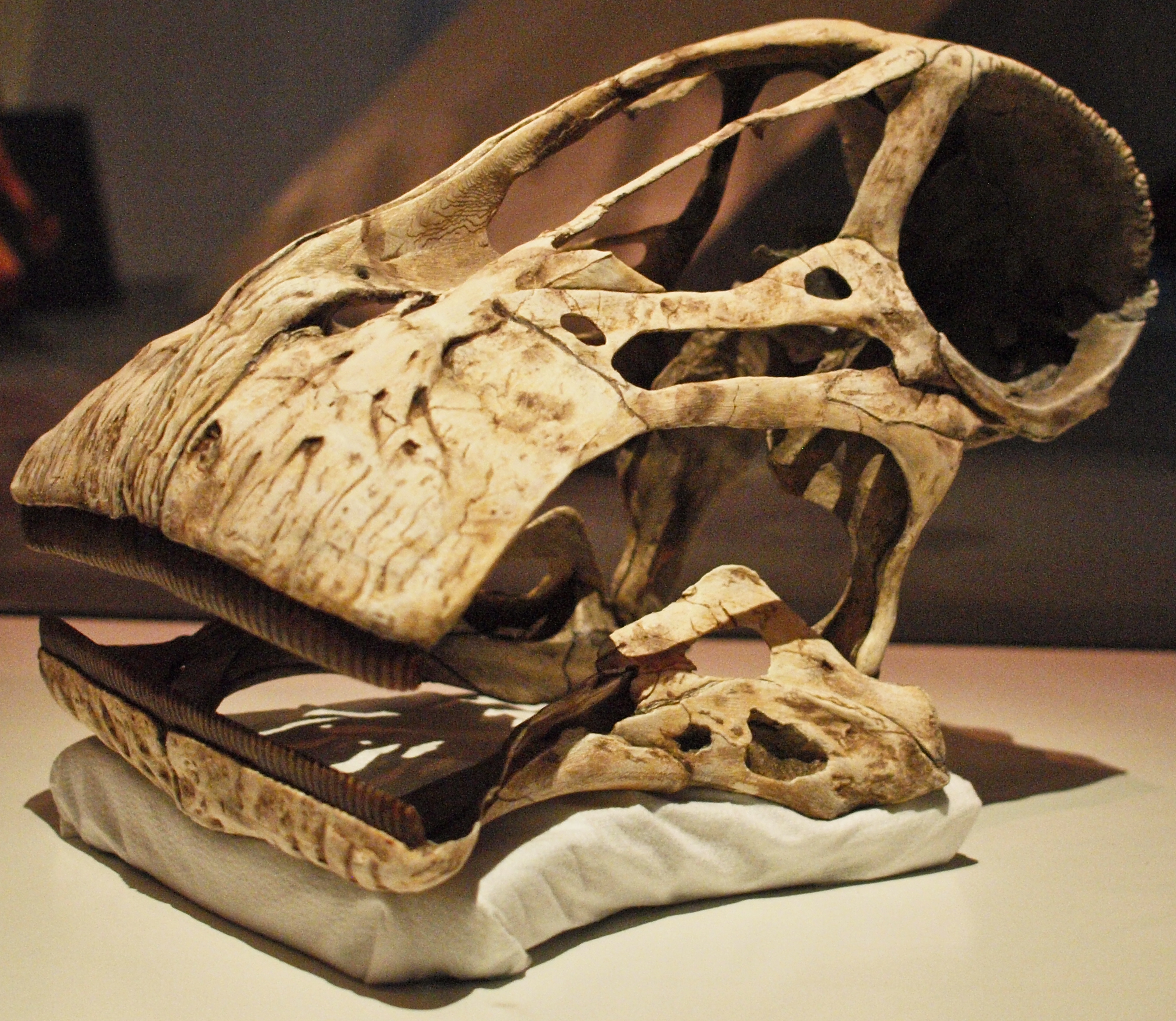
Odlew czaszki z Royal Ontario Museum

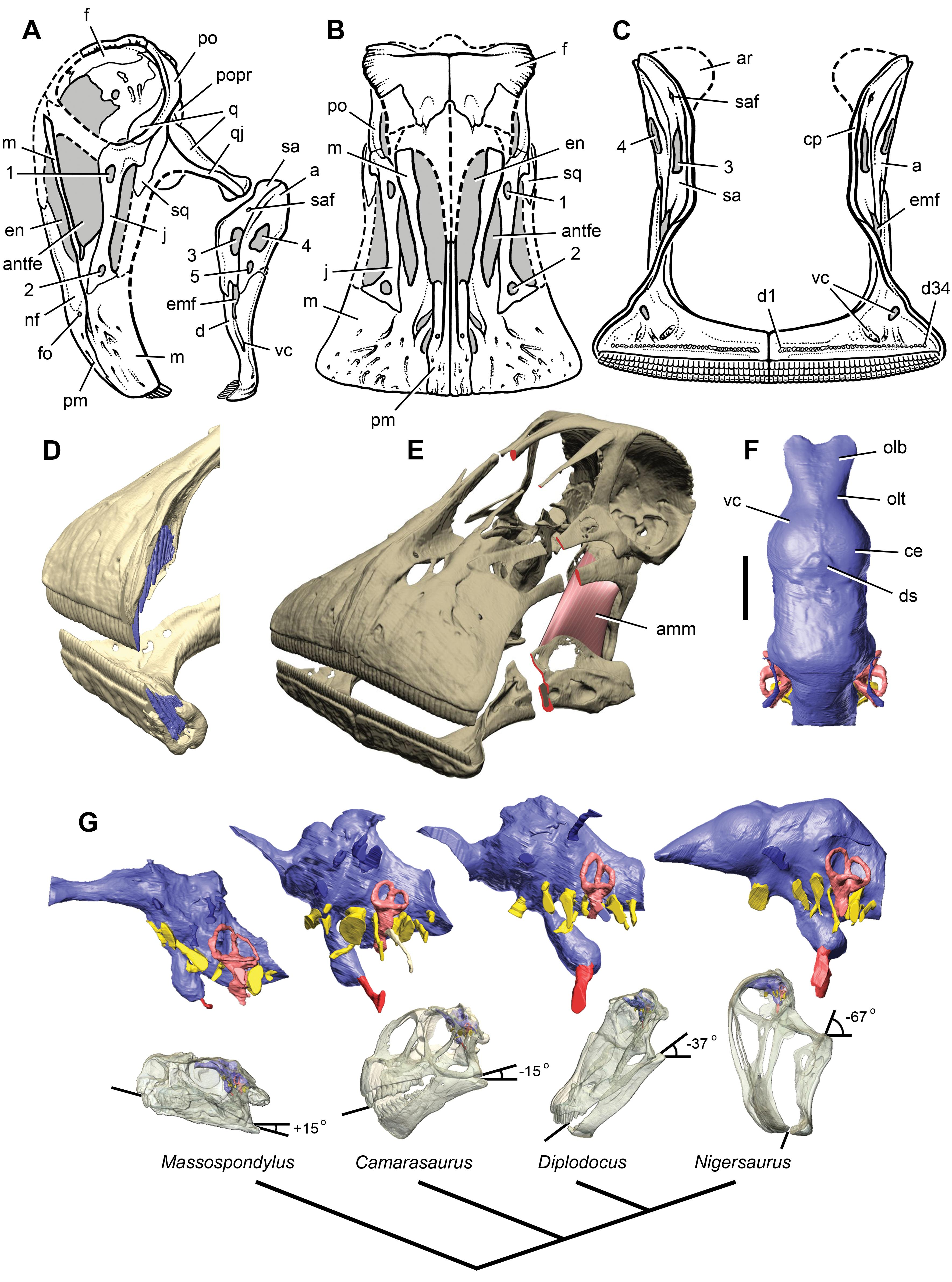
Rekonstrukcja czaszki, żuchwy, baterii zębowych i mózgu. A – boczny widok czaszki (MNN GAD512). B – przednio-grzbietowy widok czaszki. C – widok żuchwy z przodu. D – szeregi zębów w kości przedszczękowej i zębowej zrekonstruowane w TK. E – rekonstrukcja czaszki w widoku przednio-grzbietowym przecięta w połowie odległości między końcem pyska a okolicą ciemieniową, ze zrekonstruowanym mięśniem przywodzicielem żuchwy z przyczepami na kości kwadratowej i os surangularis. F – odlew mózgoczaszki widziany od góry z widocznym móżdżkiem i opuszkami węchowymi. G – porównanie czaszek i odlewów puszki mózgowej zauropodów: Massospondylus carinatus (BP 1/4779), Camarasaurus lentus (CM 11338), Diplodocus longus (CM 11161) i Nigersaurus taqueti (prototyp). Odlewy i czaszki ustawione są tak, że boczny kanał półkolisty ustawiony jest w płaszczyźnie poziomej. Na odlewach puszek mózgowych zaznaczono objętość mózgu i zatok opony twardej (niebieski), ujścia nerwów (żółty), struktury ucha wewnętrznego (różowy) i tętnicę szyjną wewnętrzną (czerwony). Kladogram na dole ukazuje relacje filogenetyczne poszczególnych gatunków, widać zaznaczającą się tendencję do zwiększania kąta między szczękami a osią szyi. Skala w F wynosi 2 cm. Skróty: 1–5, okna czaszki 1–5; a, kość kątowa; amm, mięsień przywodziciel żuchwy; antfe, okno przedoczodołowe; ar, kość stawowa; ce, móżdżek; cp, wyrostek dziobiasty żuchwy; d, kość zębowa; d1, 34, zęby w kości zębowej 1, 34; ds, zatoki opony twardej; emf, otwór żuchwowy zewnętrzny; en, nozdrza zewnętrzne; f, kość czołowa; fo, otwór; j, kość policzkowa; m, kość szczękowa; nf, narial fossa; olb, opuszka węchowa; olt, pasmo węchowe; pm, kość przedszczękowa; po, kość zaoczodołowa; popr, paroccipital process.

Nigerzaur miał delikatną czaszkę. Na jej bocznej powierzchni występowało 5 parzystych okien (otworów), czyli więcej niż w przypadku innych zauropodomorfów. Całkowita powierzchnia kości przytwierdzających pysk do tylnej części czaszki miała tylko 1 cm². Te łączące obie części czaszki elementy miały zazwyczaj mniej niż 2 mm grubości. Pomimo tego czaszka znosiła ruchy zębów. Inna unikalna wśród zauropodomorfów cecha to zamknięcie okien nadskroniowych. Otwór nosowy był wydłużony. Kość nosowa nie jest znana w całości, wydaje się jednak, że przedni brzeg parzystego otworu nosowego leżał bliżej pyska niż u innych diplodokokształtnych. Pysk był też proporcjonalnie krótszy, a rzędy zębów położone w mniejszym stopniu ku przodowi. Żaden inny czworonóg nie miał wszystkich zębów ulokowanych tak daleko z przodu jak nigerzaur.
Smukłe zęby tego zauropoda miały nieznacznie zakrzywione korony, owalne w przekroju. Zęby żuchwy mogły być 20–30% mniejsze od swych szczękowych odpowiedników, ale poznano niewiele z nich, a ich dojrzałość jest niepewna. Poza tą cechą zęby nie różniły się między sobą. Poniżej każdego pracującego zęba znajdowała się kolumna 9 zębów czekających, by zastąpić ten aktywny. Na szczękę przypadało 68 kolumn, podczas gdy na żuchwę 60. Określa się je mianem baterii zębowych. Podobne występowały u hadrozaurów i ceratopsów. U nigerzaura obejmowały w sumie ponad 500 zębów, aktywnych bądź zastępczych. Baterie zębowe wyrzynały się razem, nie jedna po drugiej. Szkliwo zębów nigerzaura było wysoce asymetryczne, 10 razy grubsze na zewnętrznych powierzchniach. Przypominało pod tym względem rozwiązanie obecne u zaawansowanych ewolucyjnie ptasiomiednicznych.
Nigersaurus nie wykazywał tych samych modyfikacji szczęki czy żuchwy, co inne dinozaury dysponujące bateriami zębowymi ani też ssaki prezentujące wyszukane funkcje żucia. Żuchwa była s-kształtna i dzieliła się na prawie cylindryczną transverse ramus, gałąź żuchwy o przebiegu horyzontalnym, która nosiła zęby, oraz back ramus, gałąź tylną o lżejszej budowie, stanowiącą miejsce przyczepu większości mięśni. Kości te również zawierały w sobie kilka otworów, w tym nie występujących u innych zauropodów. Koniec żuchwy i szczęki nosił rowki, co wskazuje na obecność osłonki zbudowanej z keratyny. Nigerzaur jest jedynym znanym zwierzęciem, u którego żuchwa i szczęka są szersze od reszty czaszki, a zęby leżą wysunięte po bokach. Czyniło to pysk tego zauropodomorfa szerszym niż u kaczodziobych.

## Historia

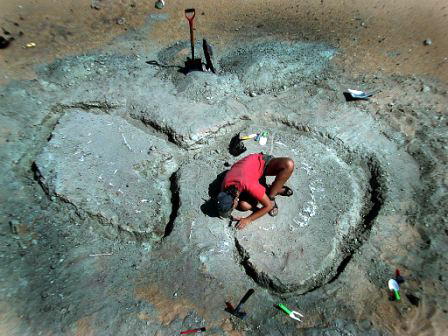
Wydobywanie okazu w 2000

Nigersaurus znany jest z formacji Elrhaz należącej do grupy Tegama, z obszaru zwanego Gadoufaoua, leżącego w Nigrze. Należy do najpospolitszych kręgowców tej formacji. Przypisywane nigerzaurowi szczątki odkryto po raz pierwszy podczas trwającej w latach 1965–1972 ekspedycji w Nigrze, której przewodził francuski paleontolog Philippe Taquet. Pierwsza wzmianka pochodzi z publikacji z 1976. Chociaż popularny, dinozaur był bardzo słabo poznany aż do odkrycia nowego materiału podczas ekspedycji pod kierunkiem amerykańskiego paleontologa Paula Sereno w 1997 i 2000. Umiarkowane poznanie tego rodzaju było wynikiem kiepskiego utrwalenia pozostałości, co z kolei było efektem delikatnej i wysoce spneumatyzowanej struktury szkieletu, która przyczyniła się do dezartykulacji kości. Część skamielin czaszki była tak cienka, że prześwitywała przez nie silna wiązka światła. W związku z powyższym nie znaleziono nietkniętych kości czaszki ani zachowanych połączeń stawowych. Okaz znaleziony wówczas stanowi jednak najbardziej kompletne, jak dotąd, znane pozostałości rebbachizauryda.

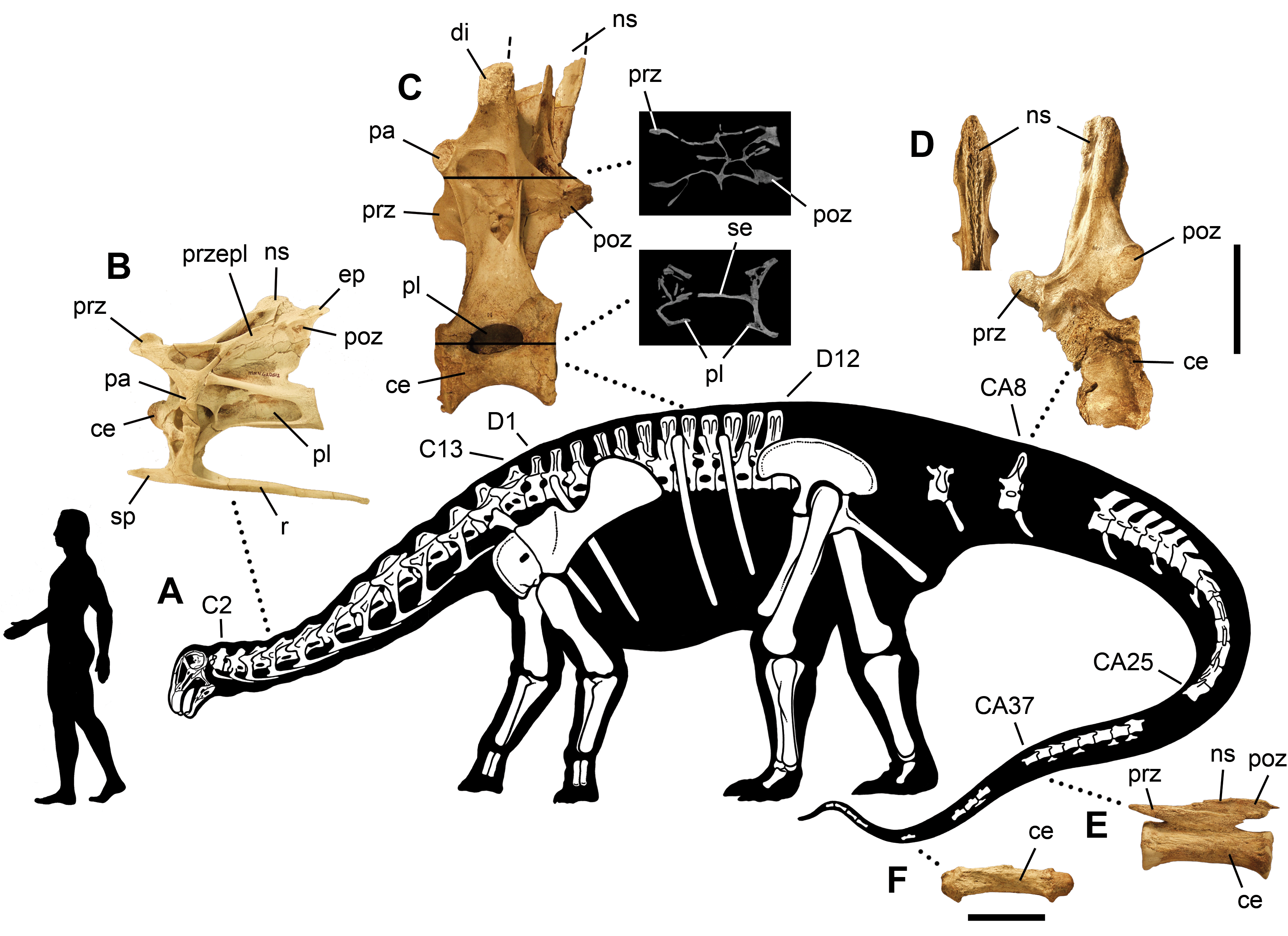
Znane elementy szkieletu nigerzaura i dla porównania wielkości sylwetka człowieka

Nigersaurus został nazwany i opisany bardziej szczegółowo przez Sereno i współpracowników w 1999, na podstawie pozostałości nowo znalezionych osobników. W tym samym artykule nazwano także innego zauropoda z Nigru, Jobaria. Nazwa rodzajowa Nigersaurus oznacza „jaszczura z Nigru” i odnosi się do kraju, w którym odkryto szczątki zwierzęcia. Z kolei epitet gatunkowy taqueti honoruje Taqueta, który jako pierwszy zorganizował wielkoskalową ekspedycję paleontologiczną do Nigru. Holotyp stanowi okaz MNN GAD512. Składa się on z fragmentarycznej czaszki i szyi. Do tego samego znaleziska przypisano również materiał pochodzący z kończyn, w tym łopatkę znalezioną w pobliżu. Skamieniałości te znajdują się w Muzeum Narodowym Nigru.
Sereno i Jeffrey Wilson dokonali pierwszego szczegółowego opisu czaszki i adaptacji pokarmowych w 2005. W 2007 opublikowano bardziej szczegółowy opis szkieletu, bazując na okazie odkrytym 10 lat wcześniej. Skamieniałości, razem ze zrekonstruowanym i zmontowanym szkieletem oraz plastycznym modelem głowy i szyi, były następnie prezentowane przez National Geographic Society w Waszyngtonie. Prasa przedstawiała nigerzaura jako mezozoiczną krowę, a Sereno podkreślił, że był to najniezwyklejszy dinozaur, jakiego kiedykolwiek widział. Porównywał jego wygląd fizyczny do Dartha Vadera bądź odkurzacza, a uzębienie do przenośnika taśmowego czy zaostrzonych klawiszy pianina.
Zęby przypominające te należące do nigerzaura znaleziono na Wyspie Wight oraz w Brazylii. Nie wiadomo jednak, czy pochodzą od krewnych nigerzaura, czy też od tytanozaurów, których szczątki znaleziono w sąsiedztwie. Żuchwa przypisana tytanozaurowi antarktozaurowi przypomina spotykaną u nigerzaura, musiała jednak wyewoluować konwergentnie.

## Klasyfikacja
Szczątki nigerzaura opisano po raz pierwszy w 1976 jako należące do dikreozauryda. Jednak w 1999 zespół kierowany przez Paula Sereno reklasyfikował je, uznając za diplodokokształtnego z rodziny rebbachizaurów. Rebbachisauridae stanowią wśród nadrodziny diplodokokształtnych rodzinę bazalną. Prócz nich nadrodzina diplodokokształtnych obejmuje jeszcze długoszyje diplodoki i krótkoszyje dikreozaury. W 2011 John A. Whitlock stworzył podrodzinę Nigersaurinae, obejmując nią nigerzaura i najbliżej spokrewnione z nim rodzaje. Poniższy kladogram podaje wyniki analizy Federico Fantiego i współpracowników z 2013, które potwierdziły pogląd, zgodnie z którym nigerzaur był bazalnym rebbachizaurydem wśród Nigersaurinae.

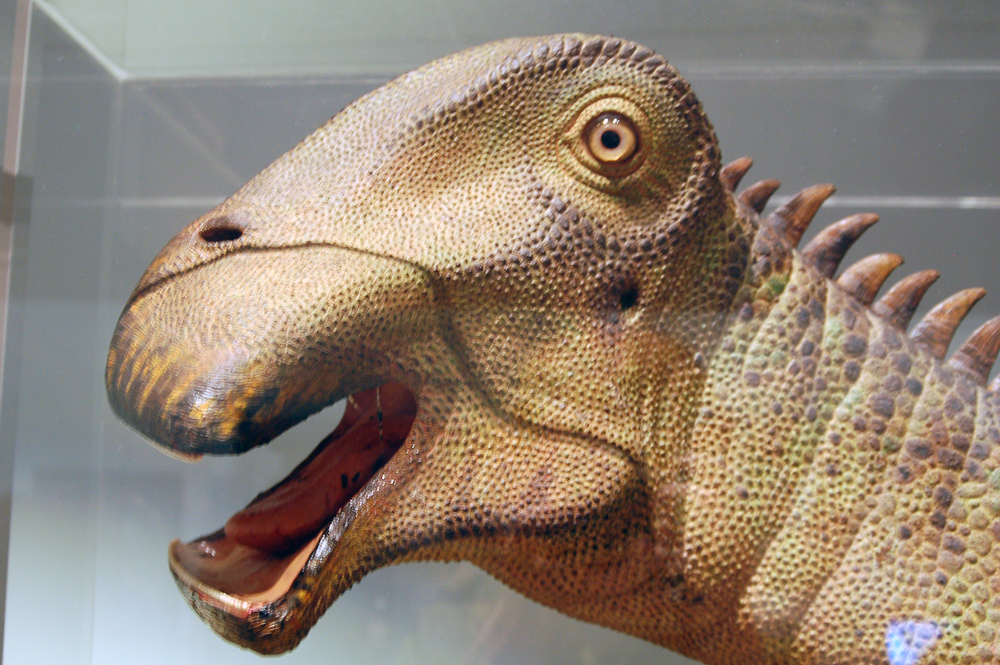
Model głowy z Australian Museum w Sydney

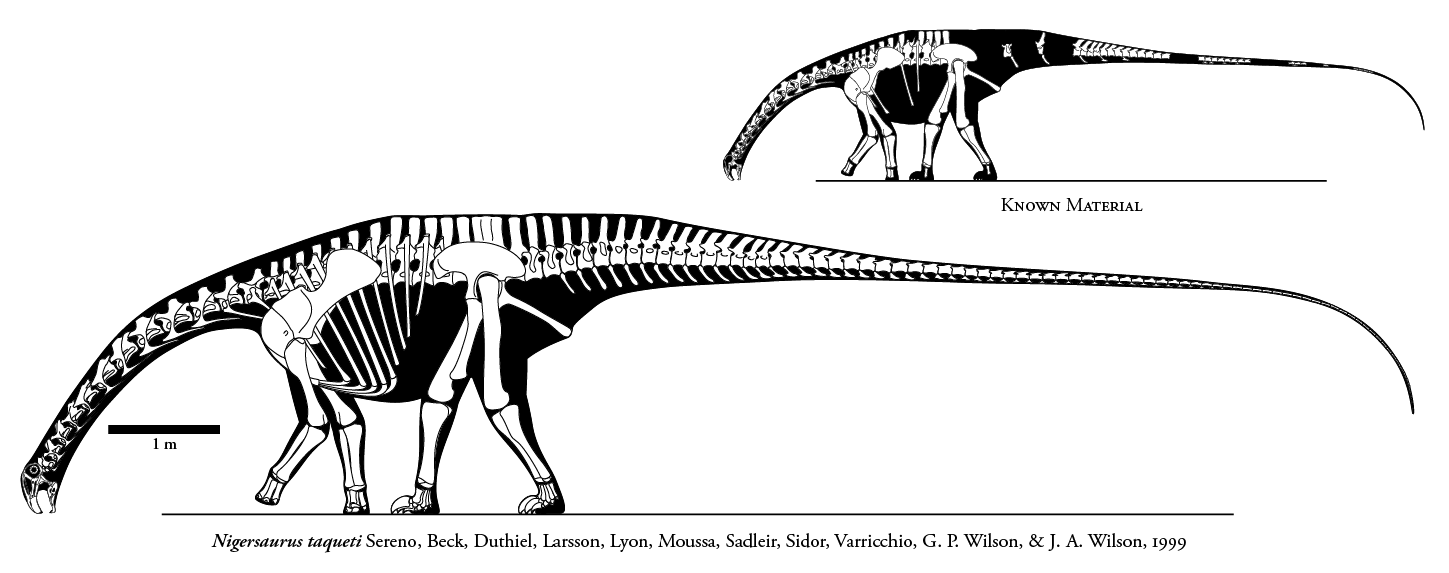
Rekonstrukcja całego szkieletu (na dole) na podstawie znanych części (na górze po prawej)

|  | Rayososaurus                                                  |
|  |                                                               |
|  | Rebbachisaurus                                                |
|  |                                                               |
|  | \| \| Cathartesaura \| \| \| \| \| \| Limaysaurus \| \| \| \| |
|  |                                                               |
|  | Cathartesaura                                                 |
|  |                                                               |
|  | Limaysaurus                                                   |
|  |                                                               |

|  | Cathartesaura |
|  |               |
|  | Limaysaurus   |
|  |               |

|  | Nigersaurus                                                  |
|  |                                                              |
|  | \| \| Demandasaurus \| \| \| \| \| \| Tataouinea \| \| \| \| |
|  |                                                              |
|  | Demandasaurus                                                |
|  |                                                              |
|  | Tataouinea                                                   |
|  |                                                              |

|  | Demandasaurus |
|  |               |
|  | Tataouinea    |
|  |               |

|  | Rayososaurus                                                  |
|  |                                                               |
|  | Rebbachisaurus                                                |
|  |                                                               |
|  | \| \| Cathartesaura \| \| \| \| \| \| Limaysaurus \| \| \| \| |
|  |                                                               |
|  | Cathartesaura                                                 |
|  |                                                               |
|  | Limaysaurus                                                   |
|  |                                                               |

|  | Cathartesaura |
|  |               |
|  | Limaysaurus   |
|  |               |

|  | Nigersaurus                                                  |
|  |                                                              |
|  | \| \| Demandasaurus \| \| \| \| \| \| Tataouinea \| \| \| \| |
|  |                                                              |
|  | Demandasaurus                                                |
|  |                                                              |
|  | Tataouinea                                                   |
|  |                                                              |

|  | Demandasaurus |
|  |               |
|  | Tataouinea    |
|  |               |

|  | Rayososaurus                                                  |
|  |                                                               |
|  | Rebbachisaurus                                                |
|  |                                                               |
|  | \| \| Cathartesaura \| \| \| \| \| \| Limaysaurus \| \| \| \| |
|  |                                                               |
|  | Cathartesaura                                                 |
|  |                                                               |
|  | Limaysaurus                                                   |
|  |                                                               |

|  | Cathartesaura |
|  |               |
|  | Limaysaurus   |
|  |               |

|  | Nigersaurus                                                  |
|  |                                                              |
|  | \| \| Demandasaurus \| \| \| \| \| \| Tataouinea \| \| \| \| |
|  |                                                              |
|  | Demandasaurus                                                |
|  |                                                              |
|  | Tataouinea                                                   |
|  |                                                              |

|  | Demandasaurus |
|  |               |
|  | Tataouinea    |
|  |               |

|  | Rayososaurus                                                  |
|  |                                                               |
|  | Rebbachisaurus                                                |
|  |                                                               |
|  | \| \| Cathartesaura \| \| \| \| \| \| Limaysaurus \| \| \| \| |
|  |                                                               |
|  | Cathartesaura                                                 |
|  |                                                               |
|  | Limaysaurus                                                   |
|  |                                                               |

|  | Cathartesaura |
|  |               |
|  | Limaysaurus   |
|  |               |

|  | Nigersaurus                                                  |
|  |                                                              |
|  | \| \| Demandasaurus \| \| \| \| \| \| Tataouinea \| \| \| \| |
|  |                                                              |
|  | Demandasaurus                                                |
|  |                                                              |
|  | Tataouinea                                                   |
|  |                                                              |

|  | Demandasaurus |
|  |               |
|  | Tataouinea    |
|  |               |

|  | Rayososaurus                                                  |
|  |                                                               |
|  | Rebbachisaurus                                                |
|  |                                                               |
|  | \| \| Cathartesaura \| \| \| \| \| \| Limaysaurus \| \| \| \| |
|  |                                                               |
|  | Cathartesaura                                                 |
|  |                                                               |
|  | Limaysaurus                                                   |
|  |                                                               |

|  | Cathartesaura |
|  |               |
|  | Limaysaurus   |
|  |               |

|  | Nigersaurus                                                  |
|  |                                                              |
|  | \| \| Demandasaurus \| \| \| \| \| \| Tataouinea \| \| \| \| |
|  |                                                              |
|  | Demandasaurus                                                |
|  |                                                              |
|  | Tataouinea                                                   |
|  |                                                              |

|  | Demandasaurus |
|  |               |
|  | Tataouinea    |
|  |               |

|  | Rayososaurus                                                  |
|  |                                                               |
|  | Rebbachisaurus                                                |
|  |                                                               |
|  | \| \| Cathartesaura \| \| \| \| \| \| Limaysaurus \| \| \| \| |
|  |                                                               |
|  | Cathartesaura                                                 |
|  |                                                               |
|  | Limaysaurus                                                   |
|  |                                                               |

|  | Cathartesaura |
|  |               |
|  | Limaysaurus   |
|  |               |

|  | Nigersaurus                                                  |
|  |                                                              |
|  | \| \| Demandasaurus \| \| \| \| \| \| Tataouinea \| \| \| \| |
|  |                                                              |
|  | Demandasaurus                                                |
|  |                                                              |
|  | Tataouinea                                                   |
|  |                                                              |

|  | Demandasaurus |
|  |               |
|  | Tataouinea    |
|  |               |

|  | Rayososaurus                                                  |
|  |                                                               |
|  | Rebbachisaurus                                                |
|  |                                                               |
|  | \| \| Cathartesaura \| \| \| \| \| \| Limaysaurus \| \| \| \| |
|  |                                                               |
|  | Cathartesaura                                                 |
|  |                                                               |
|  | Limaysaurus                                                   |
|  |                                                               |

|  | Cathartesaura |
|  |               |
|  | Limaysaurus   |
|  |               |

|  | Nigersaurus                                                  |
|  |                                                              |
|  | \| \| Demandasaurus \| \| \| \| \| \| Tataouinea \| \| \| \| |
|  |                                                              |
|  | Demandasaurus                                                |
|  |                                                              |
|  | Tataouinea                                                   |
|  |                                                              |

|  | Demandasaurus |
|  |               |
|  | Tataouinea    |
|  |               |

|  | Rayososaurus                                                  |
|  |                                                               |
|  | Rebbachisaurus                                                |
|  |                                                               |
|  | \| \| Cathartesaura \| \| \| \| \| \| Limaysaurus \| \| \| \| |
|  |                                                               |
|  | Cathartesaura                                                 |
|  |                                                               |
|  | Limaysaurus                                                   |
|  |                                                               |

|  | Cathartesaura |
|  |               |
|  | Limaysaurus   |
|  |               |

|  | Nigersaurus                                                  |
|  |                                                              |
|  | \| \| Demandasaurus \| \| \| \| \| \| Tataouinea \| \| \| \| |
|  |                                                              |
|  | Demandasaurus                                                |
|  |                                                              |
|  | Tataouinea                                                   |
|  |                                                              |

|  | Demandasaurus |
|  |               |
|  | Tataouinea    |
|  |               |

|  | Rayososaurus                                                  |
|  |                                                               |
|  | Rebbachisaurus                                                |
|  |                                                               |
|  | \| \| Cathartesaura \| \| \| \| \| \| Limaysaurus \| \| \| \| |
|  |                                                               |
|  | Cathartesaura                                                 |
|  |                                                               |
|  | Limaysaurus                                                   |
|  |                                                               |

|  | Cathartesaura |
|  |               |
|  | Limaysaurus   |
|  |               |

|  | Nigersaurus                                                  |
|  |                                                              |
|  | \| \| Demandasaurus \| \| \| \| \| \| Tataouinea \| \| \| \| |
|  |                                                              |
|  | Demandasaurus                                                |
|  |                                                              |
|  | Tataouinea                                                   |
|  |                                                              |

|  | Demandasaurus |
|  |               |
|  | Tataouinea    |
|  |               |

|  | Rayososaurus                                                  |
|  |                                                               |
|  | Rebbachisaurus                                                |
|  |                                                               |
|  | \| \| Cathartesaura \| \| \| \| \| \| Limaysaurus \| \| \| \| |
|  |                                                               |
|  | Cathartesaura                                                 |
|  |                                                               |
|  | Limaysaurus                                                   |
|  |                                                               |

|  | Cathartesaura |
|  |               |
|  | Limaysaurus   |
|  |               |

|  | Nigersaurus                                                  |
|  |                                                              |
|  | \| \| Demandasaurus \| \| \| \| \| \| Tataouinea \| \| \| \| |
|  |                                                              |
|  | Demandasaurus                                                |
|  |                                                              |
|  | Tataouinea                                                   |
|  |                                                              |

|  | Demandasaurus |
|  |               |
|  | Tataouinea    |
|  |               |

|  | Rayososaurus                                                  |
|  |                                                               |
|  | Rebbachisaurus                                                |
|  |                                                               |
|  | \| \| Cathartesaura \| \| \| \| \| \| Limaysaurus \| \| \| \| |
|  |                                                               |
|  | Cathartesaura                                                 |
|  |                                                               |
|  | Limaysaurus                                                   |
|  |                                                               |

|  | Cathartesaura |
|  |               |
|  | Limaysaurus   |
|  |               |

|  | Nigersaurus                                                  |
|  |                                                              |
|  | \| \| Demandasaurus \| \| \| \| \| \| Tataouinea \| \| \| \| |
|  |                                                              |
|  | Demandasaurus                                                |
|  |                                                              |
|  | Tataouinea                                                   |
|  |                                                              |

|  | Demandasaurus |
|  |               |
|  | Tataouinea    |
|  |               |

|  | Rayososaurus                                                  |
|  |                                                               |
|  | Rebbachisaurus                                                |
|  |                                                               |
|  | \| \| Cathartesaura \| \| \| \| \| \| Limaysaurus \| \| \| \| |
|  |                                                               |
|  | Cathartesaura                                                 |
|  |                                                               |
|  | Limaysaurus                                                   |
|  |                                                               |

|  | Cathartesaura |
|  |               |
|  | Limaysaurus   |
|  |               |

|  | Nigersaurus                                                  |
|  |                                                              |
|  | \| \| Demandasaurus \| \| \| \| \| \| Tataouinea \| \| \| \| |
|  |                                                              |
|  | Demandasaurus                                                |
|  |                                                              |
|  | Tataouinea                                                   |
|  |                                                              |

|  | Demandasaurus |
|  |               |
|  | Tataouinea    |
|  |               |

|  | Rayososaurus                                                  |
|  |                                                               |
|  | Rebbachisaurus                                                |
|  |                                                               |
|  | \| \| Cathartesaura \| \| \| \| \| \| Limaysaurus \| \| \| \| |
|  |                                                               |
|  | Cathartesaura                                                 |
|  |                                                               |
|  | Limaysaurus                                                   |
|  |                                                               |

|  | Cathartesaura |
|  |               |
|  | Limaysaurus   |
|  |               |

|  | Nigersaurus                                                  |
|  |                                                              |
|  | \| \| Demandasaurus \| \| \| \| \| \| Tataouinea \| \| \| \| |
|  |                                                              |
|  | Demandasaurus                                                |
|  |                                                              |
|  | Tataouinea                                                   |
|  |                                                              |

|  | Demandasaurus |
|  |               |
|  | Tataouinea    |
|  |               |

|  | Rayososaurus                                                  |
|  |                                                               |
|  | Rebbachisaurus                                                |
|  |                                                               |
|  | \| \| Cathartesaura \| \| \| \| \| \| Limaysaurus \| \| \| \| |
|  |                                                               |
|  | Cathartesaura                                                 |
|  |                                                               |
|  | Limaysaurus                                                   |
|  |                                                               |

|  | Cathartesaura |
|  |               |
|  | Limaysaurus   |
|  |               |

|  | Nigersaurus                                                  |
|  |                                                              |
|  | \| \| Demandasaurus \| \| \| \| \| \| Tataouinea \| \| \| \| |
|  |                                                              |
|  | Demandasaurus                                                |
|  |                                                              |
|  | Tataouinea                                                   |
|  |                                                              |

|  | Demandasaurus |
|  |               |
|  | Tataouinea    |
|  |               |

|  | Rayososaurus                                                  |
|  |                                                               |
|  | Rebbachisaurus                                                |
|  |                                                               |
|  | \| \| Cathartesaura \| \| \| \| \| \| Limaysaurus \| \| \| \| |
|  |                                                               |
|  | Cathartesaura                                                 |
|  |                                                               |
|  | Limaysaurus                                                   |
|  |                                                               |

|  | Cathartesaura |
|  |               |
|  | Limaysaurus   |
|  |               |

|  | Nigersaurus                                                  |
|  |                                                              |
|  | \| \| Demandasaurus \| \| \| \| \| \| Tataouinea \| \| \| \| |
|  |                                                              |
|  | Demandasaurus                                                |
|  |                                                              |
|  | Tataouinea                                                   |
|  |                                                              |

|  | Demandasaurus |
|  |               |
|  | Tataouinea    |
|  |               |

|  | Rayososaurus                                                  |
|  |                                                               |
|  | Rebbachisaurus                                                |
|  |                                                               |
|  | \| \| Cathartesaura \| \| \| \| \| \| Limaysaurus \| \| \| \| |
|  |                                                               |
|  | Cathartesaura                                                 |
|  |                                                               |
|  | Limaysaurus                                                   |
|  |                                                               |

|  | Cathartesaura |
|  |               |
|  | Limaysaurus   |
|  |               |

|  | Nigersaurus                                                  |
|  |                                                              |
|  | \| \| Demandasaurus \| \| \| \| \| \| Tataouinea \| \| \| \| |
|  |                                                              |
|  | Demandasaurus                                                |
|  |                                                              |
|  | Tataouinea                                                   |
|  |                                                              |

|  | Demandasaurus |
|  |               |
|  | Tataouinea    |
|  |               |

W 2003 opisano pochodzący z Hiszpanii blisko spokrewniony z nigerzaurem rodzaj Demandasaurus. Razem z innymi grupami organizmów rozpowszechnionymi w kredzie w Afryce i w Europie wskazuje to na platformę węglanową łączącą te lądy poprzez ocean Tetydy. Pogląd ten został wsparty w 2013 opisem nigerzauryna Tataouinea z Tunezji, bliżej spokrewnionego z formą europejską niż z nigerzaurem, pomimo swego afrykańskiego, a więc gondwańskiego pochodzenia. Odkrycie tych bazalnych diplodokokształtnych może wskazywać na to, że krótkie szyje i niewielkie rozmiary ciała były pierwotnymi cechami tej grupy. Pneumatyzacja szkieletu rebbachizaurydów postępowała w trakcie ewolucji, osiągając wręcz kulminację wśród Nigersaurinae.

## Paleobiologia

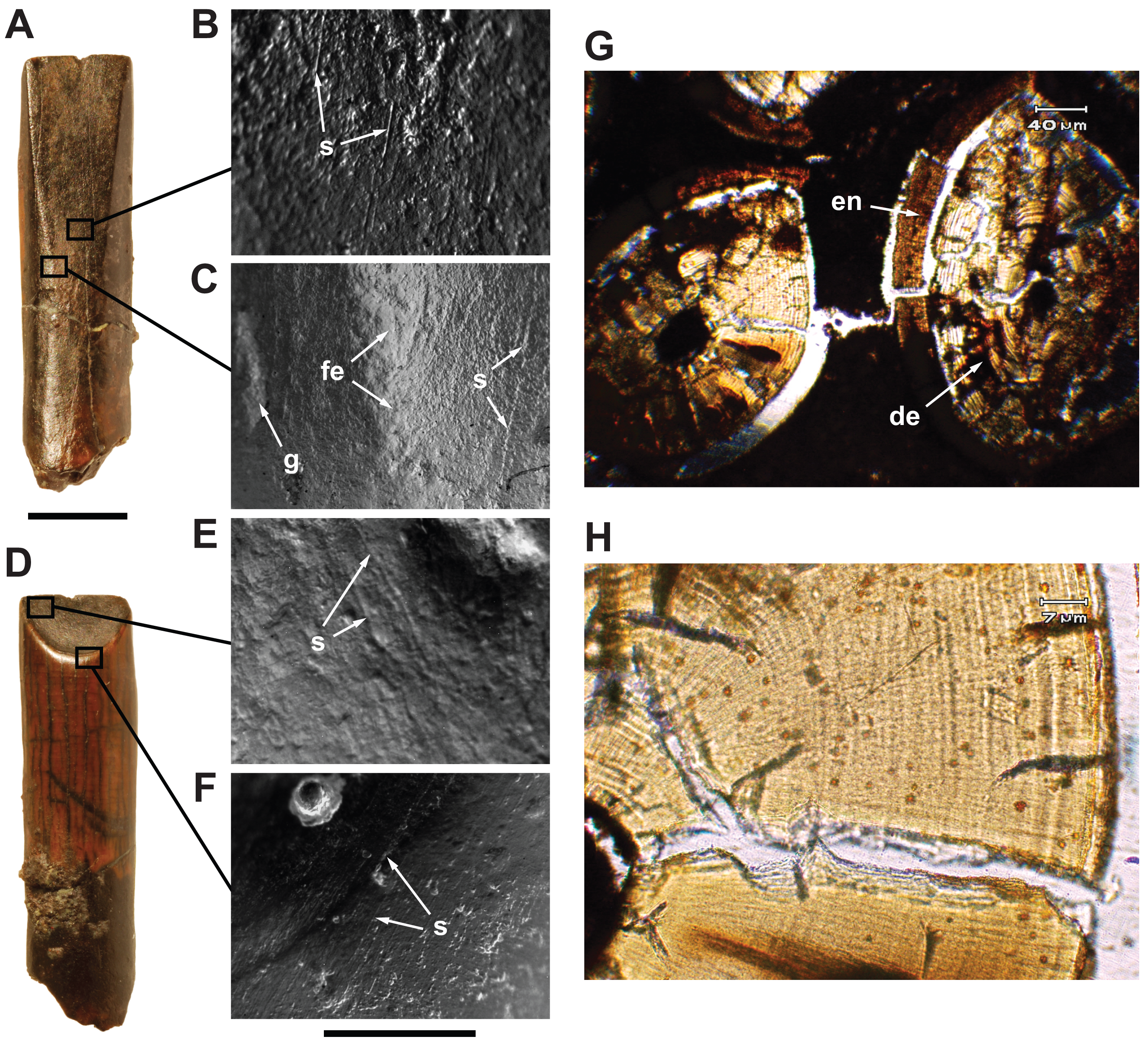
Korona, wzór uszkodzeń i mikrostruktura zęba

Sereno i współpracownicy zasugerowali, że nigerzaur pasł się nieselektywnie na poziomie gruntu niską roślinnością. Szerokość pyska i boczne położenie rzędów zębów pokazuje, że zauropod ten mógł gromadzić wiele jedzenia i rozdrabniać je nisko nad ziemią, do 1 metra nad nią. Pogląd ten wsparło dalej rozmieszczenie oznak atrycji na powierzchni wargowej (czyli zewnętrznej) zębów górnych, podobnie jak u dikreozaura i diplodoka. Dowodzi to, że zwierzę doświadczało zużycia poprzez tarcie ząb o jedzenie bądź ząb o podłoże, gdy pożywiało się. Nigersaurus nosił także ślady zużycia przez tarcie zęba o ząb pod niskim kątem. Znajdowały się one na wewnętrznej stronie koron szczęki. Sugeruje to, że ruchy żuchwy były ograniczone do precyzyjnych ruchów w dół i w górę. Zużyte zęby żuchwy nie zostały jeszcze odkryte, ale badacze spodziewają się, że pokażą odwrotną atrycję na skutek tarcia zęba o ząb. Zdolność do podniesienia głowy znacznie powyżej poziomu gruntu nie oznacza koniecznie, że zwierzę pasło się na tej wysokości. Krótka szyja nigerzaura ograniczała zasięg wysokości, na których mógł się żywić w porównaniu z innymi diplodokokształtnymi.

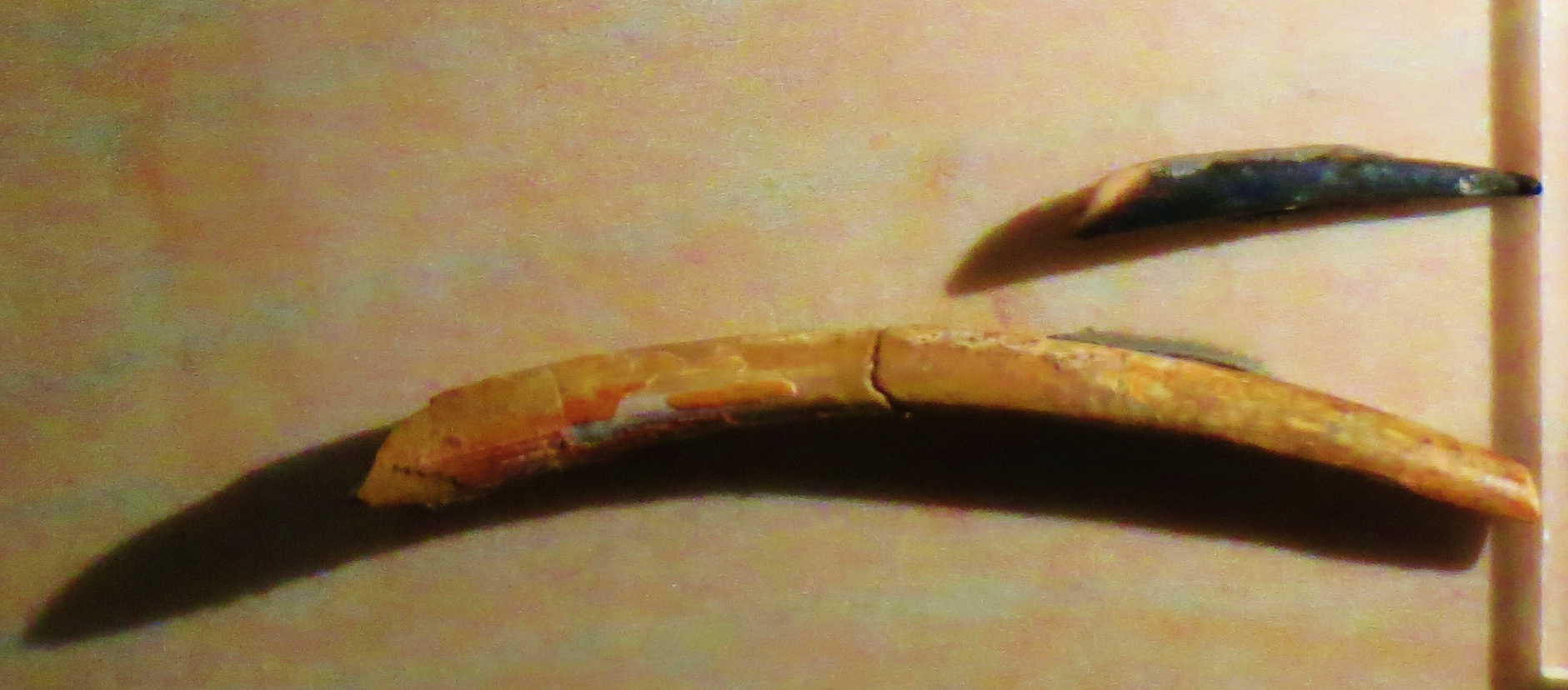
Dojrzały i niedojrzały ząb z Museo di Storia Naturale di Venezia

Wydaje się, że mięsień przywodzący żuchwę przyczepiał się do kości kwadratowej, zamiast do otworu podskroniowego. Zarówno ten, jak i inne mięśnie odpowiedzialne za żucie cechowały się słabą budową. Szacuje się, że ugryzienie nigerzaura należało do najsłabszych wśród zauropodów. W dodatku niewielkie, prawie równoległe rysy i dziurki na zębach, spowodowane piaskiem, którego nie spożywał by tyle dinozaur pasący się wysokimi roślinami, wskazują, że opisywany zauropsyd spożywał względnie miękkie rośliny zielne, takie jak paprotniki niskopienne. Z powodu bocznego położenia zębów prawdopodobnie nie miał zdolności żucia. Korony zębów podlegały szybszemu zużyciu niż u innych dinozaurów roślinożernych, a tempo zastępowania zębów było wyższe niż u jakiegokolwiek innego znanego dinozaura. Każdy z zębów ulegał zastąpieniu co 14 dni, choć wcześniej oceniano to tempo na wolniejsze. Dla kontrastu, zauropody o niskim tempie zastępowania zębów i z szerszymi ich koronami uważa się za pasące się w koronach drzew.
Pomimo dużych nozdrzy zewnętrznych i mięsistego pyska nigerzaur dysponował bardzo słabo rozwiniętym obszarem mózgu odpowiadającym za zmysł węchu. Nie mógł więc mieć zaawansowanego powonienia. Stosunek masy mózgu do masy ciała osiągał średnią jak na gada wartość, mniejszą jednak niż u dinozaurów ptasiomiednicznych czy teropodów, nawet nie należących do celurozaurów. Tylko 30% objętości mózgowia stanowiło kresomózgowie, podobnie jak u wielu innych dinozaurów.

### Położenie głowy
Na podstawie mikrotomograficznych skanów elementów czaszki okazu holotypowego zespół Sereno stworzył prototyp czaszki nigerzaura, który mógł poddać badaniom. Wykonano również odlew mózgu i zeskanowano kanały półkoliste ucha wewnętrznego. Okazało się, że układają się one poziomo. W badaniu z 2007 uczeni wykazali, że struktura potylicy i kręgów szyjnych ograniczały ruchy szyi w górę i w dół, jak też rotację czaszki. Na podstawie analizy biomechanicznej zespół doszedł do wniosku, że głowa z pyskiem były notorycznie ustawione pod kątem 67° w dół, leżąc blisko poziomu gruntu. Stanowiło to adaptację do żywienia się tak nisko. Sposób przedstawiania innych zauropodów z głową ułożoną bardziej poziomo nie wydaje się tutaj prawdopodobny.
Badanie z 2009 opublikowane przez Mike’a P. Taylora, Mathew Wedela i Darrena Naisha potwierdziło, że nigerzaur był zdolny żerować ze skierowaną ku dołowi głową i szyją w pozycji zaproponowanej przez publikację o 2 lata starszą. Nie zgodzono się natomiast, by była to zwyczajowa dla tego zwierzęcia pozycja. Badacze odnotowali, że neutralna pozycja głowy i szyi u współczesnych zwierząt niekoniecznie odpowiada nawykowemu położeniu głowy. Argumentowali dalej, że ułożenie kanałów półokrężnych różni się znacznie u współczesnych gatunków zwierząt, co nie pozwala na tej podstawie wyznaczyć w sposób wiarygodny położenia głowy. Pogląd ten wsparło badanie z 2013. Zasugerowano w nim, że metody użyte przez zespół Sereno nie były precyzyjne, a nigerzaur trzymał normalnie głowę tak, jak to czyniły inne zauropody.

## Paleoekologia
Formacja Elrhaz składa się głównie z niskoreliefowych piaskowców fluwialnych, w większości pokrytych piaskiem wydm. Osady są gruboziarniste do średnioziarnistych, prawie nie ma pięter drobnoziarnistych. Nigersaurus żył na terenach należących obecnie do Nigru około 115–105 milionów lat temu, podczas wieków aptu i albu przypadających na środek okresu kredowego. Prawdopodobnie bytował w siedliskach zdominowanych przez śródlądowe równiny zalewowe i strefy nadbrzeżne. Po iguanodoncie i lurduzaurze był najliczniejszym wielkim roślinożercą. Formację tę zamieszkiwały też inne fitofagi, jak uranozaur, waldozaur i nienazwany jeszcze przedstawiciel tytanozaurów. Spośród teropodów wymienia się kryptopsa, suchomima i eokarcharię oraz nienazwanego jeszcze noazauryda. Żyły tam również krokodylomorfy, jak sarkozuch, Anatosuchus, Araripesuchus i Stolokrosuchus. Znaleziono tam także pozostałości pterozaurów, żółwi, ryb, w tym rekina z rodziny Hybodontidae, oraz małży słodkowodnych. Trawy nie wyewoluowały przed kredą późną, wobec czego potencjalnym pokarmem nigerzaura były paprotniki, skrzypowe i okrytonasienne (które zdążyły już powstać w środku okresu kredowego). Nie wydaje się, by dinozaur ten spożywał iglaste, sagowcowe czy roślinność wodną z powodu ich opornej budowy i braku odpowiednich siedlisk.